# Universidad Católica de Murcia Club de Fútbol
L'Universidad Católica de Murcia Club de Fútbol, més conegut com a UCAM Murcia Club de Futbol, és un club de futbol de la ciutat de Múrcia que juga a la Primera Divisió RFEF d'Espanya.

## Història
L'UCAMCF es va fundar el 1998. L'equip va jugar en Preferent Autonòmica la temporada 1999–2000.
El 2006 adquireix la llicència federativa del Club de Futbol Los Garres, i passa a jugar els seus partits al Poliesportiu de Santiago El Mayor. El 2007 el club estableix un conveni amb l'Associació Esportiva Rincón de Seca, canviant de seu i de nom, que passa a ser Murcia Deportivo Rincón de Seca Club de Fútbol i que ascendeix de categoria, passant a disputar la temporada 2008-2009 a Tercera Divisió. Jugava a l'Estadi José Barnés. Aquesta temporada el club va acabar en la dotzena posició de la classificació.
La temporada 2009-2010 el club es va traslladar a Beniaján i va passar a denominar-se Costa Cálida Beniaján Club de Futbol. En aquesta primera temporada a Beniaján el club va ser l'equip revelació de Lliga i va acabar en quarta posició en el Grup XIII de Tercera Divisió, la qual cosa li va valer per disputar els playoff d'ascens a Segona Divisió B. En la primera ronda dels playoff es va enfrontar al Cerceda i va perdre en el partit d'anada a Beniaján per 1-3 i en el de tornada a Galícia per 1-0.
La temporada 2010-2011 l'equip va abandonar la pedania de Beniaján per traslladar-se a Sangonera La Verde i va canviar la seva denominació per Costa Cálida Sangonera Club de Fútbol. L'estiu de 2010 el president de l'equip va demanar l'Estadi José Barnés a l'Ajuntament de Múrcia però a causa del trasllat del Sangonera a Lorca l'Estadi d'El Mayayo de Sangonera La Verde va quedar lliure. L'Ajuntament de Múrcia l'hi va oferir al Costa Càlida i l'equip va acceptar i es va traslladar a la pedania de Sangonera. El club va continuar en el Grup XIII de Tercera Divisió i va acabar en primera posició, la qual cosa li va permetre jugar el playoff d'ascens a Segona Divisió B. En la primera ronda es va enfrontar al Marino de Luanco. En el partit d'anada el resultat va ser de 2-2 i en el partit de tornada el Marino de Luanco va guanyar amb un 3-0 que li va servir per passar a segona ronda i va suposar l'eliminació del Costa Càlida.
La temporada 2011-2012 la Universitat Catòlica San Antonio de Múrcia arriba a un acord de patrocini i col·laboració. S'estableix el nom definitiu del club com a Universidad Católica de Murcia Club de Fútbol. Des d'aquest moment José Luis Mendoza es converteix en nou president i Juan Nicolás, fins llavors president, en vicepresident. En aquesta primera temporada amb la UCAM com a patrocinador principal el club acaba sisè en el Grup XIII de Tercera Divisió. Aquest any el club debuta en Copa del Rei i arriba fins a segona ronda on és eliminat pel Deportivo Alavés.
La temporada 2012-2013 va jugar en Segona Divisió B ocupant la vacant que va deixar l'Oriola després del seu descens administratiu. L'equip va estar molt prop d'aconseguir la permanència, arribant a l'última jornada amb opcions de salvació. No obstant això, no es va produir la combinació de resultats necessària i es va confirmar el descens del conjunt universitari.
La temporada 2013-2014, amb Gabriel Correa a la banqueta, l'UCAM va començar una nova etapa en Tercera Divisió. Es va proclamar campió el 17 d'abril de 2014 en el seu partit contra l'Olímpico de Totana, assoliment que va arribar mancant tres jornades perquè acabés la Lliga.
Després d'aconseguir el primer lloc, l'UCAM Murcia va afrontar la seva eliminatòria d'ascens directe a Segona Divisió B enfront del Reial Betis B i va aconseguir pujar de categoria després d'imposar-se al filial verd-i-blanc per 2-1 en el partit d'anada i empatant, 1-1, en la trobada de tornada disputada a la Ciutat Esportiva Luis Del Sol.
La temporada 2014-2015 va començar amb la contractació de Pedro Luis Reverte com a director esportiu i Eloy Jiménez com a entrenador de l'UCAM. Posteriorment, es va aconseguir un acord amb l'Ajuntament de Múrcia mitjançant el qual l'Estadi de La Condomina passava a convertir-se en el nou escenari del club per a la disputa dels seus partits oficials. En aquesta temporada, l'equip va acabar en segona posició en el Grup IV de Segona Divisió B. En la fase d'ascens, després d'eliminar el Real Unión d'Irun, va perdre contra el Bilbao Athletic, que posteriorment va pujar a Cadis.
La temporada 2015-2016 es va mantenir en el Grup IV de Segona Divisió B amb l'objectiu d'igualar o superar els resultats aconseguits en la temporada anterior. L'entrenador va passar a ser José María Salmerón. L'equip va acabar en primera posició, la qual cosa li va permetre jugar el playoff d'ascens a Segona Divisió. El va jugar contra el Reial Madrid Castella, i, després de guanyar 2-1 a La Condomina i empatar 2-2 a l'Estadi Alfredo Di Stefano, va acabar ascendint per primera vegada a Segona Divisió.
La temporada 2016-2017 descendeix a Segona Divisió B en l'última jornada. Després de diverses temporades, aconsegueix accedir a la Primera Divisió RFEF al març de 2021.

## Estadi
L'estadi Besoccer La Condomina es troba a la ciutat de Múrcia. Actualment disposa de capacitat per 6016 espectadors. Va ser inaugurat el dia 25 de desembre de 1924.

## Uniforme
- Primer uniforme: Samarreta, pantalons i mitges blava marí.
- Uniforme alternatiu: Samarreta, pantalons i mitges roses.
- Tercer uniforme: Samarreta, pantalons i mitges grogues.

|  |  |  |  |

## Historial d'entrenadors
- Luis Tevenet (2012–13)
- Gabriel Correa (2013–14)
- Eloy Jiménez (2014–15)
- José María Salmerón (2015–16)
- Francisco (2016–17)
- Lluís Planagumà (2017)
- José Miguel Campos (2017–2018)
- Pedro Munitis (2018–2019)
- Juan Merino (2019)
- Rubén Albés (2019)
- Miguel Rivera (2019–2020)
- Sergio Aracil (2020)
- Asier Santana (2020)
- José María Salmerón (2020–present)